# Marguerite de Gueldre
Marguerite de Gueldre (°v.1158-†1185), fille d'Henri Ier, comte de Gueldre et d'Agnès d'Arnstein.

## Mariage et descendance
Marguerite épouse Engelbert Ier, comte de Berg et eut pour enfants :
- Adolphe (†1218), qui succède comme comte de Berg ;
- Engelbert (°1185 ou 1186 – †7 novembre 1225), archevêque de Cologne, qui succède à son frère.

## Sources
- (nl) Cet article est partiellement ou en totalité issu de l’article de Wikipédia en néerlandais intitulé « Margaretha van Gelre » (voir la liste des auteurs).